# Língua taiwanesa
Hokkien taiwanês, língua taiwanesa ou simplesmente taiwanês (Tâi-oân-oē 臺灣話 ou Tâi-gí / Tâi-gú 臺語), é uma variante da língua hokkien falada por cerca de 70% da população de Taiwan. É o maior grupo linguístico do país, onde o hokkien é considerado uma língua nativa, conhecido como hoklo ou ho-ló. A correlação entre língua e etnia é geralmente verdadeira, embora não absoluta, visto que alguns hoklos falam hokkien mal, enquanto pessoas de outras etnias falam hokkien fluentemente.